# Jeanne Duval (féministe)
Pour les articles homonymes, voir Jeanne Duval (homonymie) et Duval.
Marie Reine Victoria Jeanne d'Arc Duval, dite Jeanne Duval, née le 22 mars 1921 à Saint-Just-de-Bretenières et morte le 7 juillet 2010 à Montréal, est une syndicaliste et une féministe québécoise qui défend le droit des femmes à l’emploi dans les années 1950 et 1960. 
Sans remettre en question leur « mission maternelle », Jeanne Duval n’en milite pas moins pour favoriser leur accès à l’emploi, améliorer leurs conditions de travail et prôner les « adaptations » nécessaires.

## Parcours syndical
Dans une entrevue donnée en 1985, Jeanne Duval explique qu’elle adhère dès 17 ans à un syndicat d’institutrices et d’instituteurs, poussée par l’espoir d’obtenir un meilleur salaire que sa mère. Au début des années 1950, elle est engagée à l’Hôpital Notre-Dame de Montréal pour travailler dans une cuisinette, avant d’être transférée à la bibliothèque des malades. Les conditions de travail à la cuisinette sont telles qu’elles l’incitent à adhérer au syndicat de l’hôpital. 
Elle grimpe ensuite les échelons syndicaux. D’abord secrétaire de son syndicat local, elle devient ensuite secrétaire du Syndicat des employés d’hôpitaux de Montréal, puis présidente du Comité féminin de l’une des plus importantes centrales syndicales du Québec, la Confédération des syndicats nationaux (CSN) de 1960-1962. De 1956 à 1962, elle occupe également le poste de septième vice-présidente de la CSN. Elle est alors la première femme — et la seule — à faire partie de l’exécutif de la CSN. Briguant un septième mandat en 1962, elle perd cependant ses élections en raison de sa défense trop vigoureuse de l’emploi féminin, y compris pour les femmes mariées,,.

## Autres implications
Jeanne Duval milite également hors des milieux syndicaux. Elle devient ainsi présidente de La Voix des femmes en 1963. En 1966, elle fonde aussi avec 12 autres femmes, dont Thérèse Casgrain, de la Fédération des femmes du Québec (FFQ). Elle signe la charte de la FFQ comme « technicienne ».

## Publications
- « Les enfants ont besoin de leur mère », Relations, no 28,‎ avril 1943, p. 85.
- « Femmes et filles à l’usine », Relations, no 36,‎ décembre 1943, p. 327.
- « La femme et le syndicalisme », Le Travail, vol. 37, no 11,‎ novembre 1961, p. 5.
- « La travailleuse et le syndicalisme », PV. session du congrès de la CTCC, no 34,‎ 1960, p. 195.
- « La main-d'œuvre féminine », Congrès général de la CSN, 1962, 12 pages (Archives de l'Université Laval, fonds Gérard Dion, P117, D1/4,9).
- « La femme au travail », Maintenant, no 18,‎ juin 1963, p. 202-204.